# Bartolomée Capitanio
Pour les articles homonymes, voir Capitanio.
Bartolomée Capitanio (en italien : Bartolomea Capitanio), née à Lovere le 13 janvier 1807 et morte le 26 juillet 1833 dans la même ville, est une religieuse italienne cofondatrice de la congrégation des Sœurs de Marie Enfant avec Catherine Gerosa. Elle est considérée comme sainte par l'Église catholique, et fêtée le 26 juillet.

## Institutrice
Bartolomea Capitanio nait à Lovere dans la province de Bergame (à l'époque dans le royaume d'Italie, État satellite du Premier Empire) de Modeste et Catherine Canossi le 13 janvier 1807. Après avoir fréquenté l'école primaire, elle est confiée pendant quatre ans aux clarisses pour compléter son éducation, puis elle obtient son diplôme d'institutrice en 1822 et enseigne pendant deux ans avant de retourner chez ses parents le 18 juillet 1824. Elle continue son métier d'enseignante dans la petite école qu'elle ouvre en 1825 à son domicile pour les enfants pauvres, soutenue par son directeur spirituel le père Angelo Bosio. Elle veut rétablir la pratique de la religion à la suite de la Révolution française et des guerres napoléoniennes, elle suscite pour cela une association de femmes. Elle se consacre aussi à un hôpital fondé à Lovere par Catherine Gerosa où elle est nommée gérante et trésorière.

## Fondatrice
Mais un projet lui tient plus à cœur, c'est de fonder une congrégation religieuse pour les œuvres de miséricorde. Lors d'une retraite spirituelle en 1829, elle élabore les constitutions d'un nouvel institut avec l'adhésion de son amie Catherine Gerosa. Plusieurs difficultés apparaissent comme la recherche et l'achat d'une maison faute de moyens mais aussi l'opposition de la famille et des autorités. Pourtant en novembre 1832, elle obtient la Casa Gaia, un vieux bâtiment abandonné. Le matin du 21 novembre de la même année a lieu la cérémonie d'érection de l'institut avec Bartolomée Capitanio, Vincente Gerosa, en présence de Don Bosio, du curé de la paroisse de Lovere, de parents et amis. Dans la nouvelle maison, elles créent une école gratuite pour les filles du peuple, un orphelinat avec dix élèves, des associations pieuses et des œuvres d'assistance. Le 22 juin 1833, l'institut est reconnu par le gouvernement autrichien mais Bartolomée ne pourrait profiter longtemps de sa fondation car le 26 juillet 1833, à 26 ans, elle décède de tuberculose.

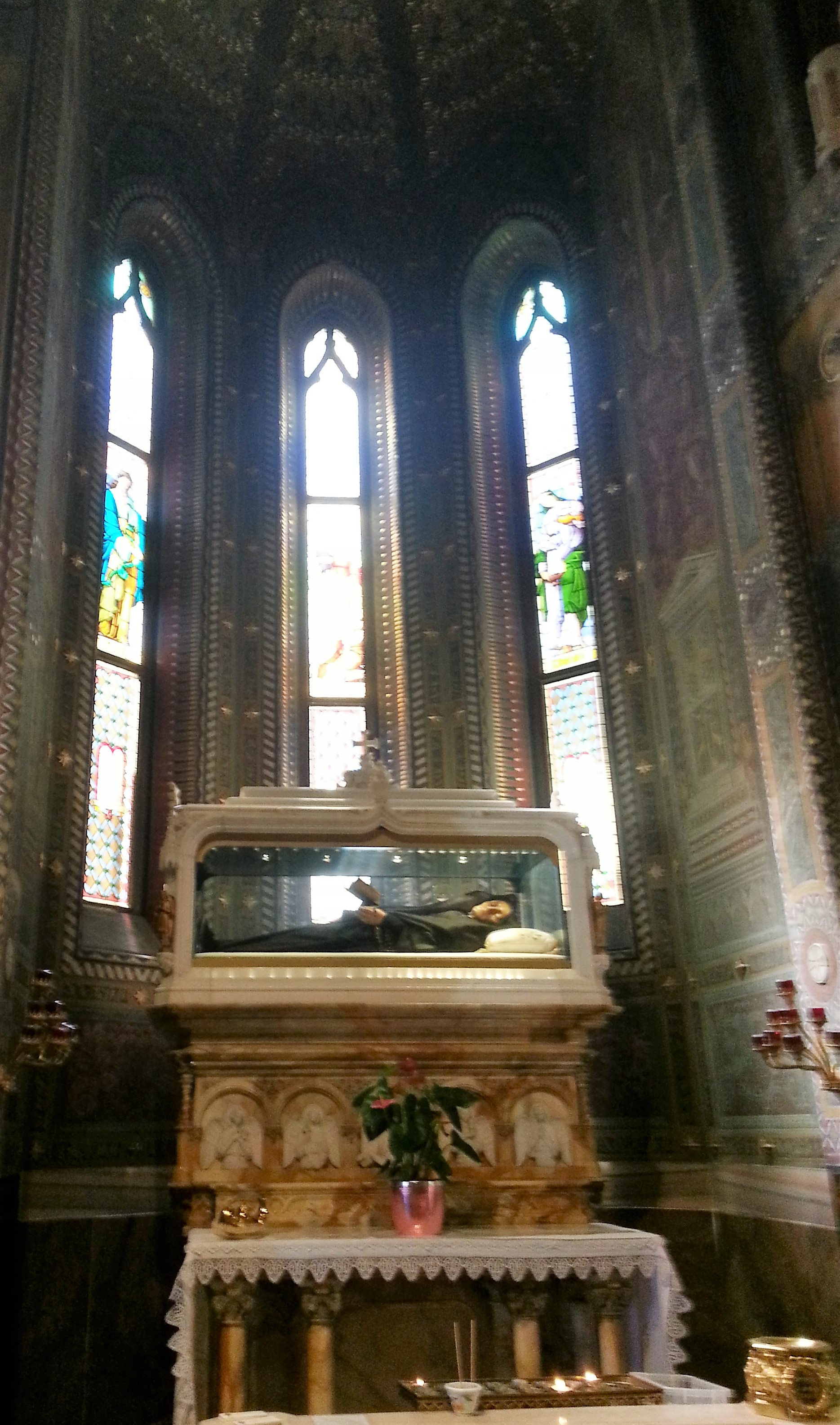
Le corps de sainte Bartolomée Capitanio, sanctuaire de Lovere.

## Culte
Le pape Pie IX la déclare vénérable le 18 mars 1866, elle est béatifiée par Pie XI le 30 mai 1926 et canonisée par le pape Pie XII le 18 mai 1950. Sa fête est le 26 juillet. Son corps repose dans la chapelle des religieuses de Marie Enfant à Lovere au côté de sainte Vincente Gerosa, son amie.

## Source
Site de Santi Beati